# S5 (Georgien)
Die S5 (georgisch: ს 5) ist eine 160 Kilometer lange Hauptstraße in Georgien. Sie führt von der Hauptstadt Tiflis über Lagodechi an die Grenze zu Aserbaidschan. In Aserbaidschan führt sie als M5 weiter bis nach Zaqatala. Die Straße ist auch als „Kachetien Autobahn“ bekannt und ist eine der wenigen georgischen S-Autobahnen, die nicht Teil einer europäischen Straße ist. Mit Ausnahme des Abschnitts innerhalb der Stadtgrenzen von Tiflis, ist es eine einspurige Hauptstraße.

## Geschichte
Der sogenannte „Kachetien Autobahn“ existiert seit der Zwischenkriegszeit als „erstklassige“ Hauptstrecke, wobei der Abschnitt in Tiflis bis zum Flughafen bereits in den 1970er Jahren mehrspurig war.
Zu Zeiten der Sowjetunion war die Straße Teil der A302, die von Tiflis nach Lagodechi führte. Zusammen mit der A315 von Lagodechi nach Qaraməryəm bildete diese Straße eine alternative Route nach Baku. 1996 wurde die A302 zu S5 umnummeriert, einschließlich des A315-Teils bis zur Grenze.

## Zukunft
Im Jahr 2021 wurden Auftragnehmer für einen neuen 35 Kilometer langen Autobahnabschnitt der S5 zwischen der Umgehungsstraße von Tiflis (S9) und Sagaredscho unterzeichnet. Das Projekt ist in drei Lose aufgeteilt und wird vom Staat finanziert. Chinesische und türkische Unternehmen werden zwei Grundstücke mit einer Gesamtlänge von 31 Kilometern bauen, während ein georgisches Unternehmen für den Rest verantwortlich sein wird. Der neu gestaltete Abschnitt wird Dörfer und Städte umgehen. Fällig ist ein Ausbau des 17 Kilometer langen Abschnitts Sagaredscho-Badiauri, für den sich die Weltbank zur Finanzierung verpflichtet hat.
Auch eine 17 Kilometer lange Umgehungsstraße zwischen Bakurtsikhe und Tsnori wurde angekündigt. Die Ausschreibung hierfür wird 2021 abgeschlossen. Dieser Abschnitt der S5 im Alazani-Tal ist dicht bebaut und hat eine Kette von Dörfern und Städten. Anschließend wird 2021 nördlich von Bakurtiche die ähnliche Umgehungsstraße Gurjaani (Sh42) eröffnet.

## Großstädte an der Autobahn
- Tiflis
- Sagaredscho
- Lagodechi